# 1273
1273 (MCCLXXIII) var ett normalår som började en söndag i den julianska kalendern.

## Händelser

### Januari
- 24 januari – Gamla Uppsala kyrka förlorar status av domkyrka till nuvarande Uppsala domkyrka, när den blivande ärkebiskopen Folke Johansson Ängel flyttar Erik den heliges ben från den förra till den senare (Ericus translatus).

### Okänt datum
- Kung Valdemar sänder den första kända svenska beskickningen till ett europeiskt hov, för att underhandla med hertigen av Braunschweig om ett giftermål.
- Valdemar tvingas till en botresa till påven, för att han förfört sin svägerska, Jutta av Danmark, och gjort henne med barn.
- Man beslutar att borgen på Ragnhildsholmen skall användas som fängelse för dråpare från södra Bohuslän.
- Rudolf I blir tysk-romersk kejsare som den förste av huset Habsburg.

## Födda
- 24 november – Alphonso, earl av Chester
- Abu'l-Fida, kurdisk furste, historieskrivare och geograf.
- Maria av Cypern, drottning av Aragonien.

## Avlidna
- Balduin II av Konstantinopel, katolsk kejsare av Konstantinopel.
- Elisabet av Bayern, drottning av Tyskland och Sicilien.